# Grote hortensia
De grote hortensia (Hydrangea macrophylla) is een plant uit de hortensiafamilie (Hydrangeaceae).
De bladverliezende struik kan een hoogte van 1–3 m bereiken. De bloemen zijn roze, rood, paars, wit of blauw afhankelijk van de pH (zuurgraad) van de bodem: In zure gronden worden de bloemen blauw, in basische gronden roze en in pH-neutrale bodems paars. Witte varianten veranderen niet van kleur.
De grote hortensia wordt in Japan al ten minste 150 jaar als sierplant gebruikt alsook in vele andere gebieden in de wereld met een gematigd klimaat. Over de jaren zijn ruim 600 cultivars met verschillende kleuren ontwikkeld voor in de tuin. Om de bloemen de gewenste kleur te doen krijgen wordt door tuinbezitters vaak calciumoxide (kalk) of aluminiumsulfaat aan de bodem toegevoegd om zo de zuurgraad van de bodem rond de plant te veranderen.
De grote hortensia groeit het best op losse, eutrofe, natte, maar goed doorlaatbare bodems in halfschaduw. De plant bloeit van juli tot oktober.

Cultivars
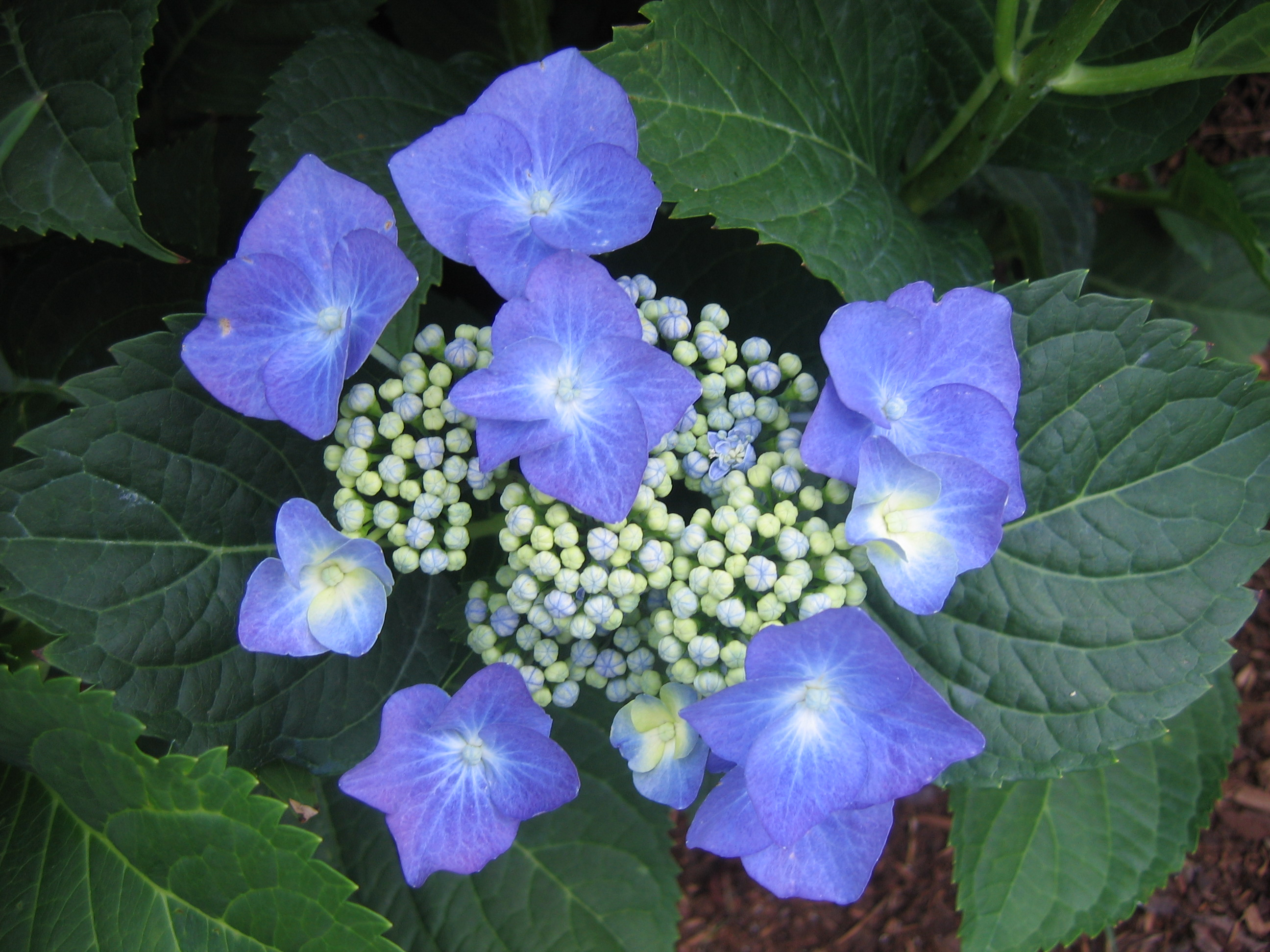
H. macrophylla 'Taube'
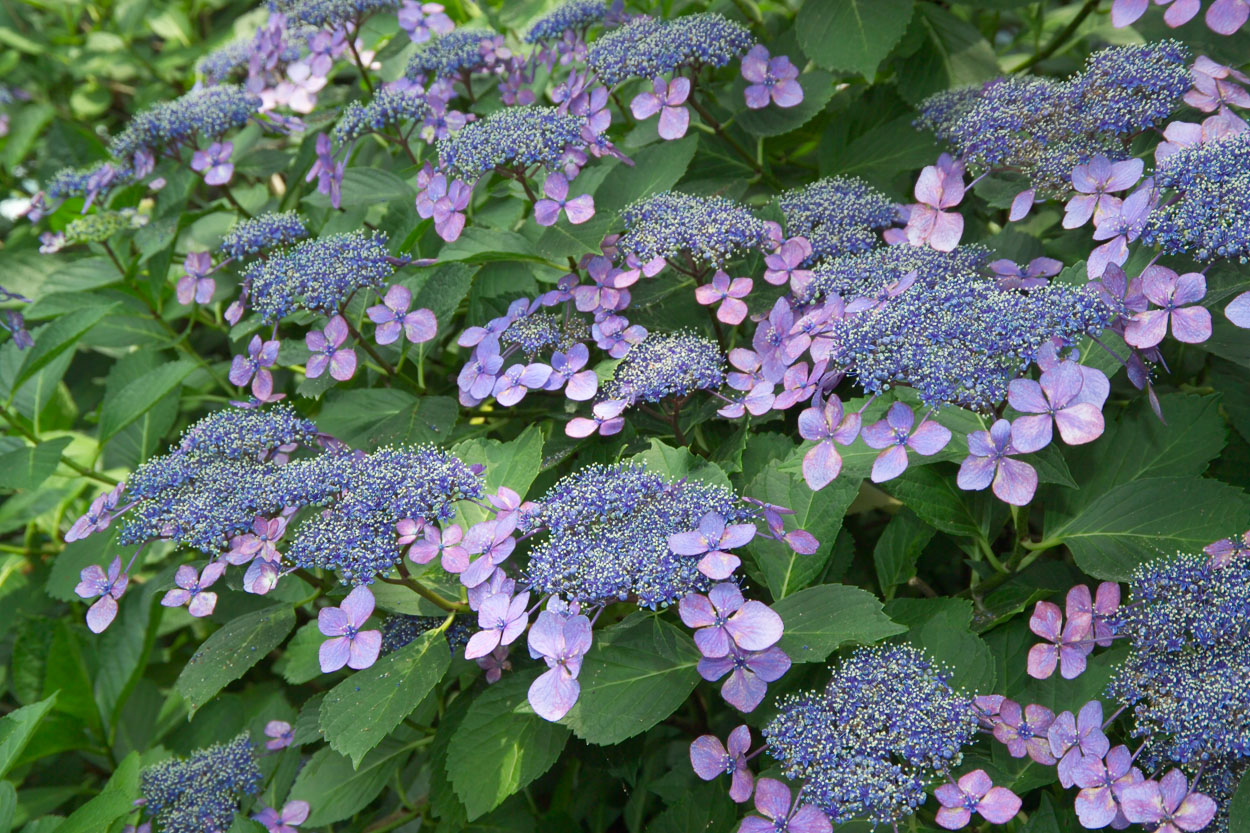
H. macrophylla 'Gakuajisai'
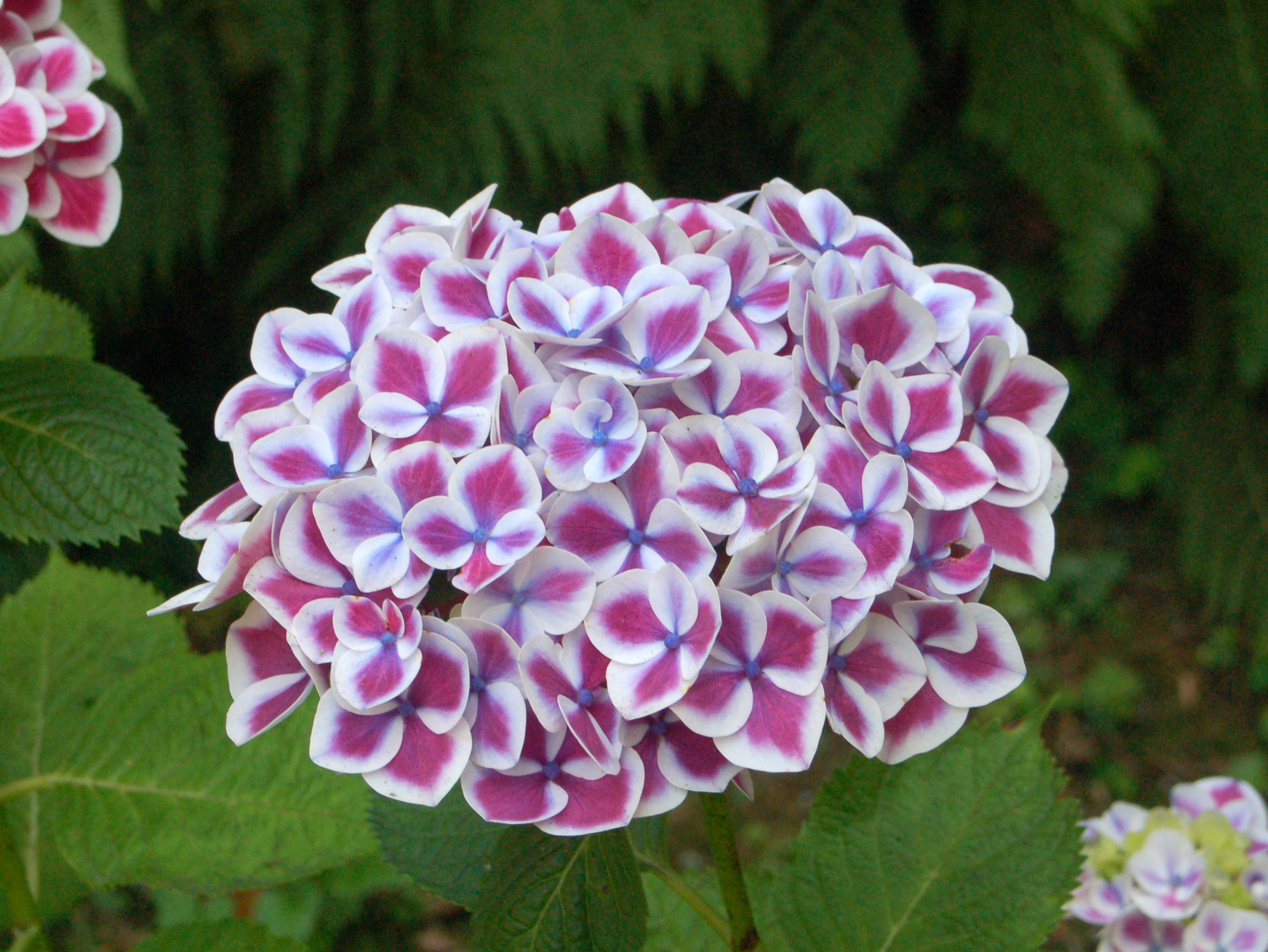
H. macrophylla 'Red Ace'
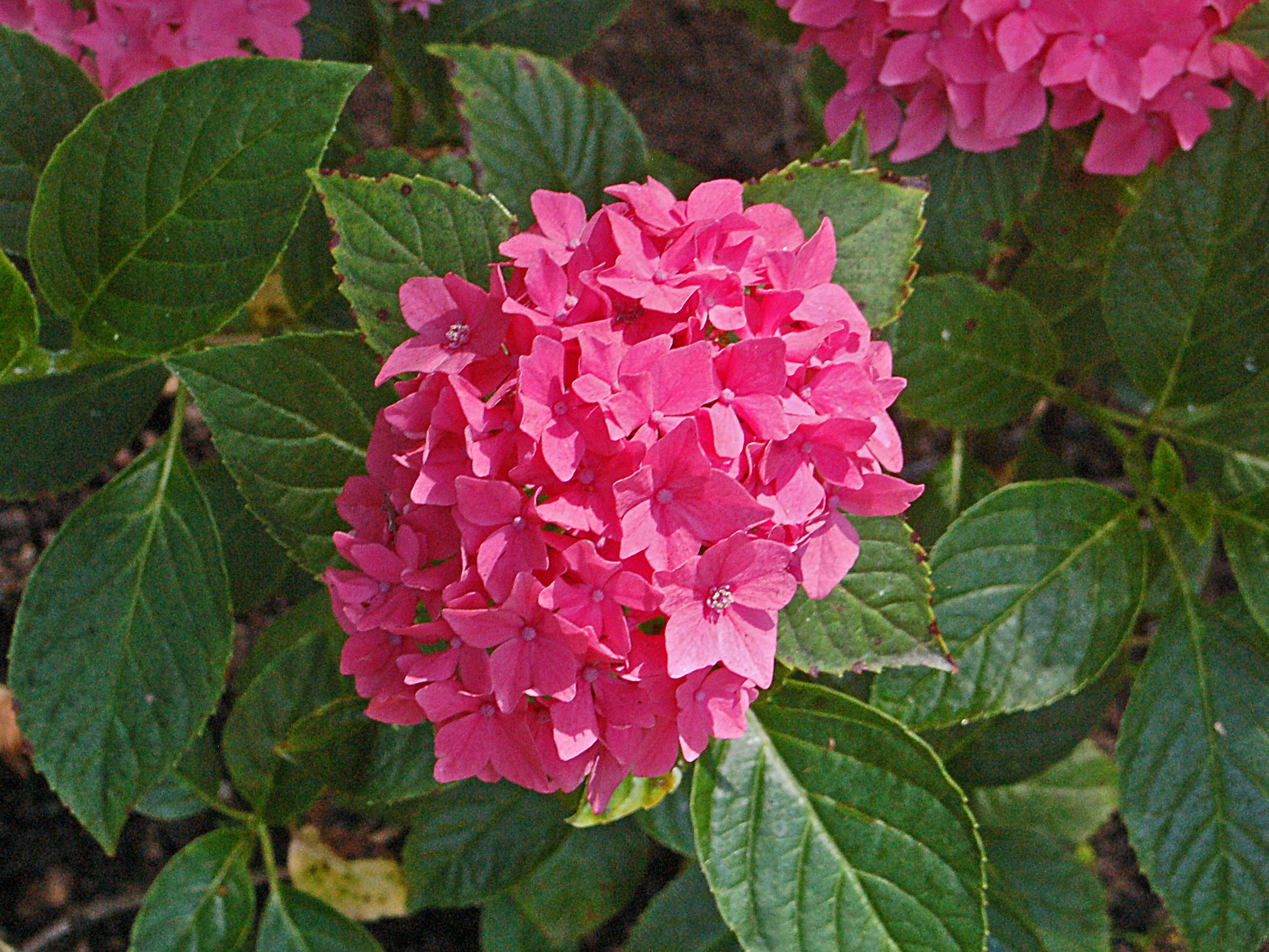
H. macrophylla 'Pia'
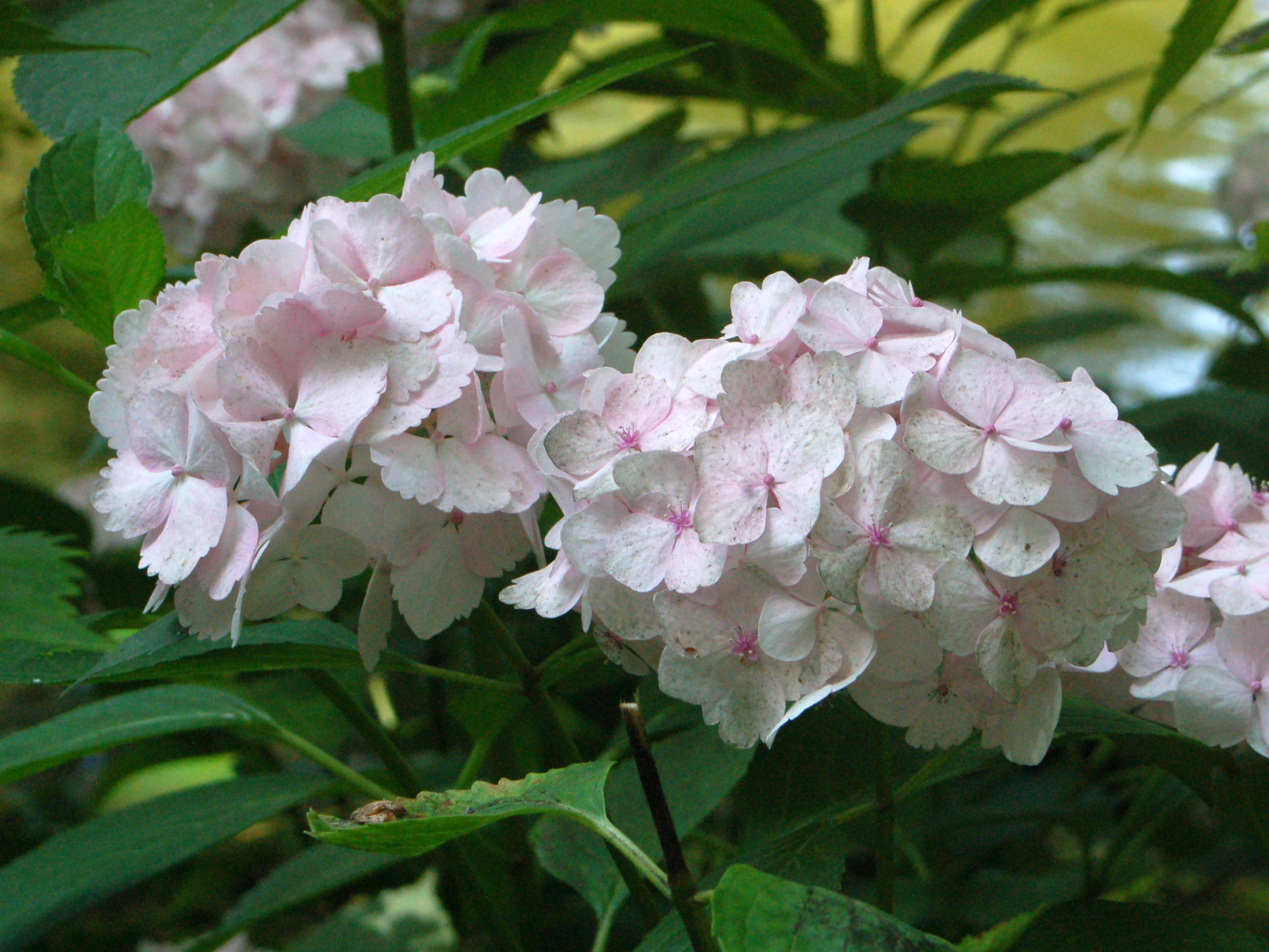
H. macrophylla 'Beauté Vendomoise'
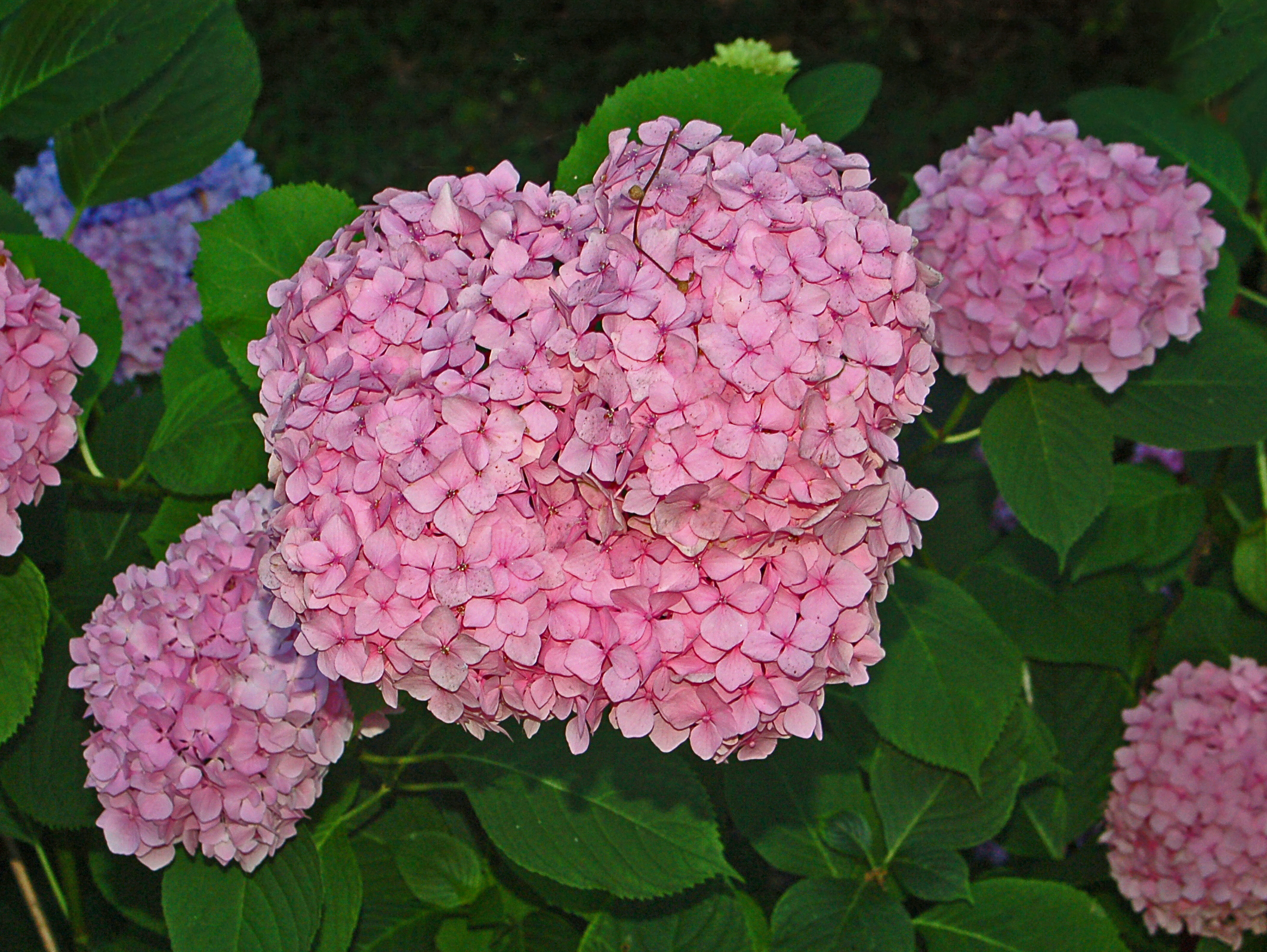
H. macrophylla 'Harlequin'
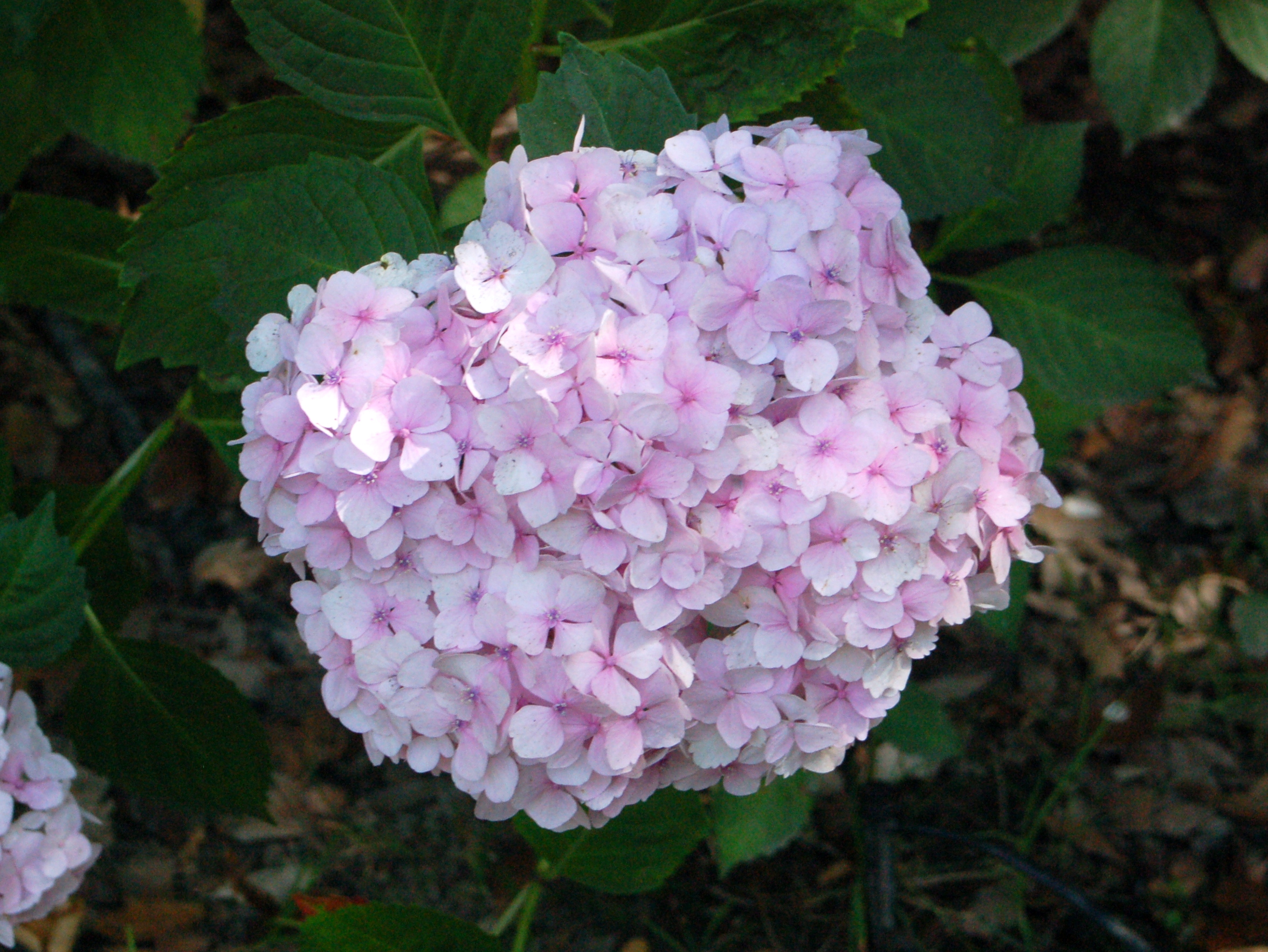
H. macrophylla 'Merveille'
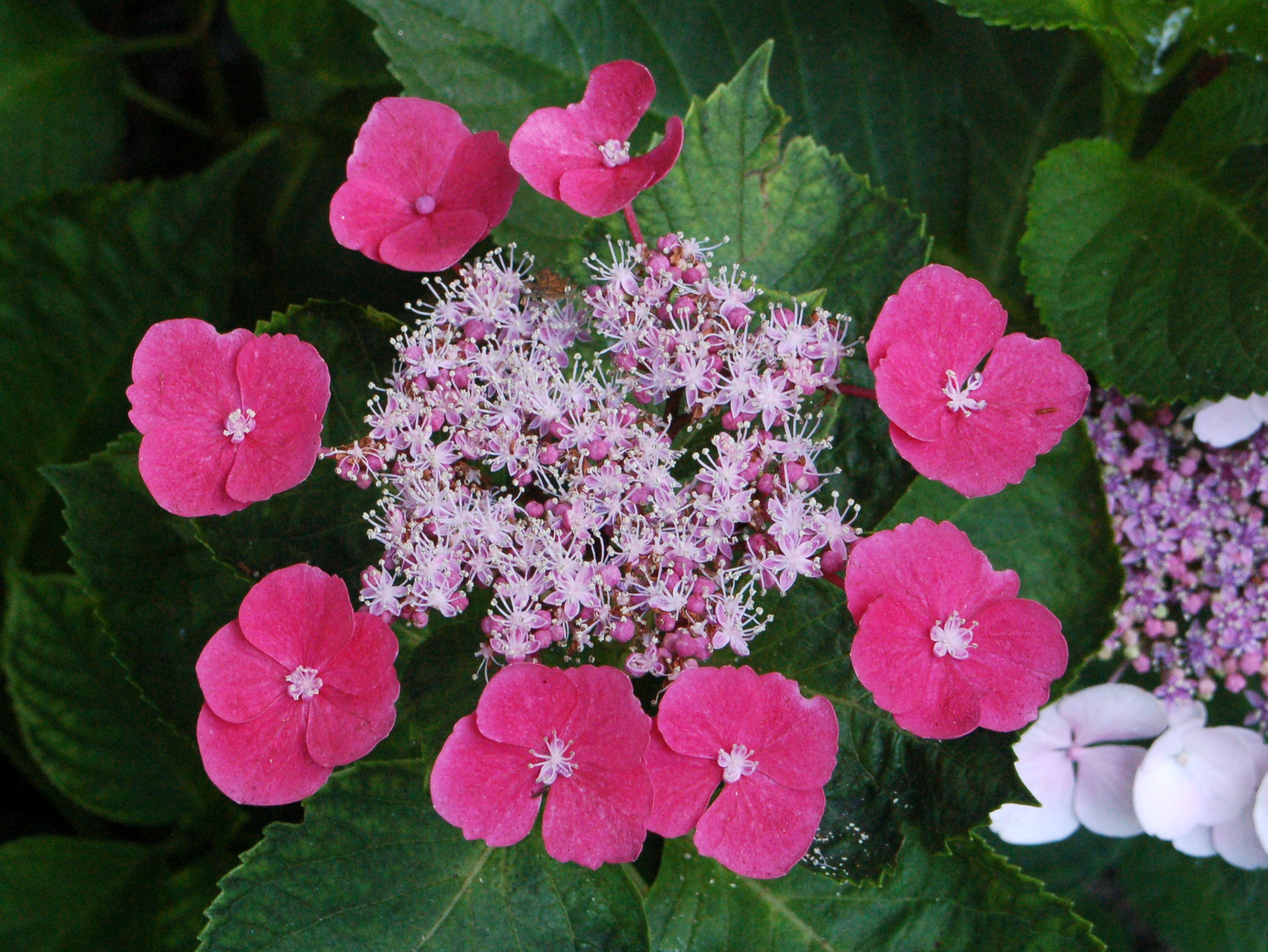
H. macrophylla 'Zaunkoenig'